# Ghost (plataforma de blogueo)
Ghost es una plataforma de blogs de código abierto escrita en JavaScript y distribuida bajo la licencia MIT, diseñada para simplificar el proceso de publicación en línea para blogueros individuales, así como para publicaciones en línea.
El concepto de la plataforma Ghost se hizo público por primera vez en noviembre de 2012 en una publicación de blog del fundador del proyecto, John O'Nolan, que generó suficiente respuesta para justificar la codificación de una versión prototipo con la colaboradora Hannah Wolfe.
La primera versión pública de Ghost fue revelada en octubre de 2013, financiada por una exitosa campaña en Kickstarter, que alcanzó el objetivo de financiación inicial de 25,000 £ en 11 horas y consiguió finalmente recaudar un total de 196,362 £ durante los 29 días de campaña.

## Historia
La idea de la plataforma Ghost se dio a conocer por primera vez a principios de noviembre de 2012, en un artículo en el blog del fundador del proyecto, John O'Nolan, ex subdirector del equipo de interfaz de usuario de WordPress, después de sentirse frustrado con la complejidad de utilizar WordPress como blog en lugar de un sistema de gestión de contenidos.
Tras una demanda y retroalimentación positiva considerable por parte de la comunidad en el artículo inicial, O'Nolan reclutó a su amiga Hannah Wolfe para ayudarle a crear el prototipo inicial de la plataforma.
El 29 de abril de 2013, O'Nolan publicó un video mostrando el prototipo en una campaña de micromecenazgo en Kickstarter, con un objetivo de £25,000 para financiar la finalización del trabajo inicial. El proyecto fue financiado exitosamente en 11 horas, y llegó a recaudar un total de 196,362 £ durante los 29 días de duración de la campaña. El proyecto se basó en el respaldo tanto de individuos como de compañías patrocinadoras que tuvieran el interés de ver triunfar a la plataforma. Ente los patrocinadores notables figuran Seth Godin, Leo Babauta, Darren Rowse, Tucker Max y grandes empresas como Woo-Themes, Envato y Microsoft.
El 19 de septiembre de 2013 se lanzó la primera versión pública de Ghost, llamada Kerouac, como un lanzamiento anticipado para aquellas personas que habían respaldado la campaña en Kickstarter.
El 14 de octubre de 2013, Ghost estuvo disponible por primera vez como versión extendida para el público general a través de GitHub a partir de la versión 0.3.3, modificado con correcciones de errores y actualizaciones de seguridad.
Algunos usuarios de plataformas notables incluyen IBM, Tinder, Sky News, VEVO y Zappos.

## Fundación
El proyecto Ghost es administrado por una organización sin ánimo de lucro, con sede en Singapur, llamada Ghost Foundation, establecida tras la campaña en Kickstarter. La fundación cuenta actualmente con 25 empleados trabajando a tiempo completo en Ghost y la infraestructura comunitaria circundante.

## Modelo de negocio
Como programa de código abierto, Ghost se puede descargar y usar de forma gratuita. La fundación ofrece una plataforma de pago para aquellos usuarios que prefieren una solución ya gestionada como alternativa al autohospedaje. Por una tarifa mensual, los usuarios pueden crear una página web o blog en Ghost, en una instalación totalmente gestionada, con actualizaciones semanales y acceso a soporte vía correo electrónico. La plataforma hospedada es propiedad y está operada por la Fundación Ghost, y todos los ingresos generados a través del servicio son usados para financiar el desarrollo del software y los proyectos de la infraestructura. 

## Plataforma
Ghost está desarrollado en Node.js, un entorno de ejecución de JavaScript del lado del servidor, y un cliente de administración Ember.js. Desde la versión 2.0, las publicaciones se pueden escribir usando un editor WYSIWYG; en versiones anteriores, solo se admitía Markdown. Ghost CMS (sistema de gestión de contenidos) se puede utilizar como CMS tradicional o headless CMS.

## Seguridad
El 3 de mayo de 2020, Ghost confirmó que su plataforma Ghost(Pro) estaba infectada con programas maliciosos de criptominería. El virus afectó tanto a los servidores Ghost(Pro) como a los servicios de facturación de Ghost.org. Ningún dato del usuario se vio comprometido, y las credenciales del usuario no se almacenaron en texto sin formato.